# گراند بی
گراند بی (به لاتین: Grand Bay, Dominica) یک زیستگاه انسانی در دومینیکا است که در قصبه پاتریک واقع شده‌است.

## خصوصیات
گراند بی ۲٬۲۸۸ نفر جمعیت دارد و ۲۹ متر بالاتر از سطح دریا واقع شده‌است.